# Petter Ølberg

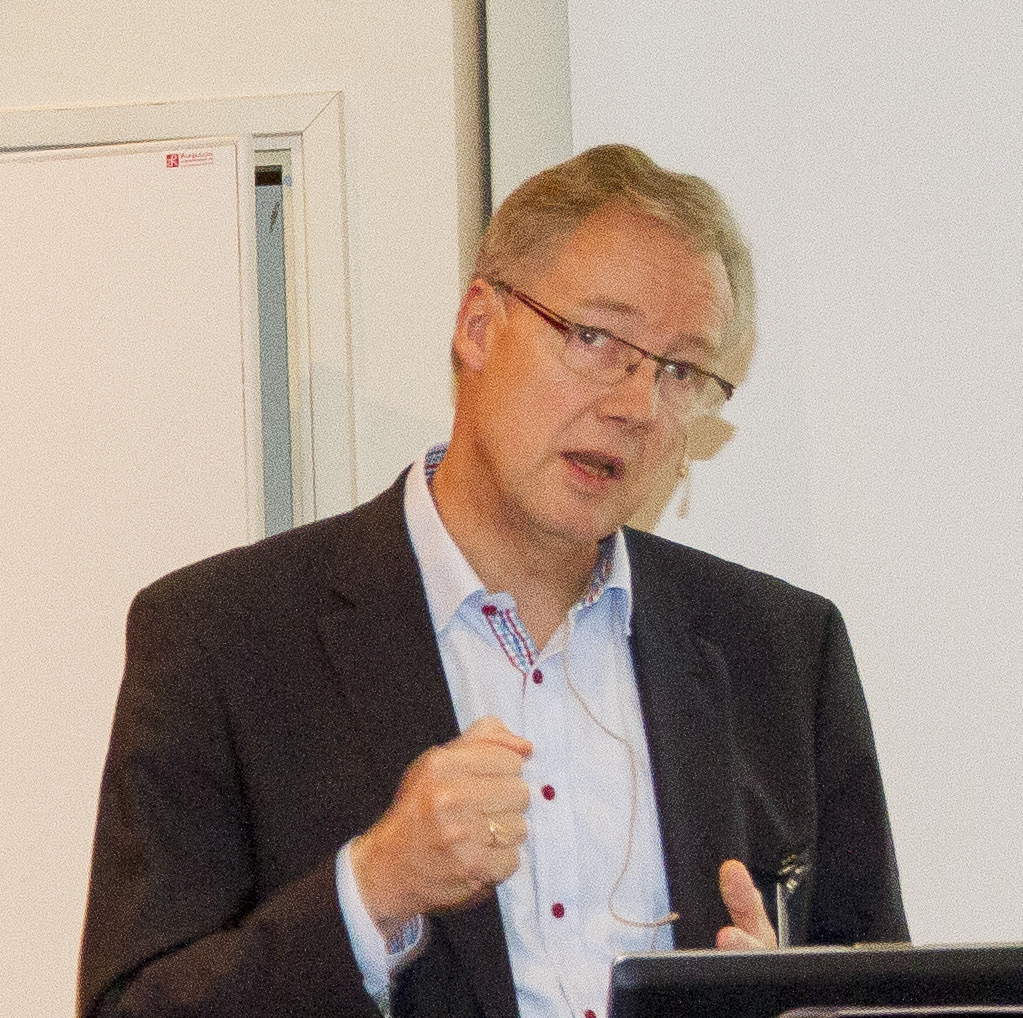

Petter Ølberg (* 22. April 1960) ist ein norwegischer Diplomat und Ständiger Vertreter Norwegens bei der Welthandelsorganisation und der Europäischen Freihandelsassoziation. Im Jahr 2023 war er Vorsitzender des Dispute Settlement Body, im Jahr 2024 ist er Vorsitzender des Allgemeinen Rates.

## Leben
Ølberg arbeitete im Jahr 1980 als Wache und Übersetzer an der norwegischen Botschaft in Moskau.
Er studierte dann ab 1980 an der Universität Oslo, wo er 1986 einen Master in Volkswirtschaftslehre machte. Während der Studienzeit hatte er von 1983 bis 1984 ein Stipendium des Institut für Weltwirtschaft in Kiel. Im Jahr 1984 und von 1986 bis 1987 arbeitete Ølberg im norwegischen Finanzministerium. Nach seinem Studienabschluss besuchte er von 1987 bis 1988 die diplomatische Akademie des Außenministeriums Norwegens.
Nach der Ausbildung an der Akademie arbeitete er von 1988 bis 1991 als zweiter Sekretär an der norwegischen Botschaft in Mexiko und von 1991 bis 1993 als erster Sekretär der norwegischen Botschaft in Genf.
Die nächsten Jahre arbeitete er in verschiedenen Stationen im Außenministerium, bis er von 2000 bis 2004 als Ministerrat in der Botschaft in Berlin arbeitete. Er arbeitete dann von 2004 bis 2009 wieder in verschiedenen Positionen als stellvertretender Abteilungsleiter in Oslo. 
Im Jahr 2009 wurde er als norwegischer Botschafter in Jordanien und im Irak ernannt. Dies blieb er bis 2013, wo er wieder zurück nach Oslo wechselte. Ølberg wurde dort erst Abteilungsleiter für Sicherheit und dann für Wirtschaftsbeziehungen.
Am 20. September 2017 wurde Ølberg als Botschafter in Berlin akkreditiert. Dieses Amt führte er bis zum Jahr 2022 aus.
Am 1. September 2022 wurde Ølberg Norwegens Ständiger Vertreter bei der Welthandelsorganisation (WTO) und der Europäischen Freihandelsassoziation (EFTA). Am 7. März 2023 wurde er zum Vorsitzenden des Dispute Settlement Body der WTO gewählt. Dies blieb er bis zu seiner Wahl zum Vorsitzenden des Allgemeinen Rates der WTO am 22. März 2024.

### Privates
Er spricht neben Norwegisch Englisch, Deutsch, Spanisch, Französisch und Russisch.